# Елена Аная
Еле́на Ана́я (ісп. Elena Anaya; нар. 17 липня 1975, Паленсія, Іспанія) — іспанська акторка.

## Біографія

### Ранні роки
Батьки Елени та її трьох старших братів і сестри розлучилися, коли вона була ще малою. Вона важко переживала це. Елена не виявляла особливого інтересу до навчання, натомість мала безліч хобі — захоплювалася карате, підводним плаванням, походами в гори, обожнювала пригоди і заняття творчістю, намагалася не пропускати жодного концерту свого улюбленого гурту Mecano. Крім того, з раннього віку Елена мріяла стати акторкою.

### Початок акторської кар'єри
Після першої ролі в короткометражці «Adios Naboelk» в 1995 року Елена вирішила кинути школу в Кадісі і спробувати здати іспити в Королівську школу драматичного мистецтва Мадрида (RESAD). Щоб підготуватися до них, Аная вступила на курси, які вів відомий іспанський актор Мануель Морон. Лише друга спроба вступу виявилася успішною, і в 1996 році Аная стала студенткою одного з престижних акторських європейських вузів. Там дівчину помітили і почали запрошувати зніматися: першою роботою Елени на великому екрані стала роль в драмі режисера Альфонсо Унгріа «Африка», де вона зіграла одну з головних героїнь — дівчину на ім'я Африка.
Живучи в Мадриді в гуртожитку, Аная у вільний від навчання час брала участь у різних кастингах, та незабаром її знову запросили в кіно. Зйомки в комедії режисера Фернандо Леона де Араноа «Сім'я» коштували акторці студентського квитка: за пропуски занять її виключили з RESAD. Однак, розуміючи, як важливо здобути освіту, щоб домогтися успіху в професії, вона продовжила навчання в школі акторської майстерності Хуана Карлоса Кораззи паралельно з цим відвідуючи семінари Аугусто Фернандеса і Фернандо Пьернаса. В цей же час Елена розпочала грати в театральних постановках та продовжувала зніматися в кіно — у фільмах «Чорні сльози», «Стерті сліди» та інших.

### Перші успіхи

Елена Аная в фільмі «Люсія і секс»

У 2000 році режисер Хуліо Медем запропонував Елені знятися в його еротичній драмі «Люсія і секс». Роль молодої няні Белен в цій картині принесла акторці популярність як на батьківщині, так і за кордоном. Поєднання в характері її героїні невинності і провокаційної привабливості привернули увагу публіки і критики.
Стрічка «Люсія і секс» стала володаркою двох іспанських національних премій «Гойя» та дев'яти номінацій на неї. У категорії «Найкраща виконавиця ролі другого плану» на премію була номінована і Елена Аная. За цю роботу акторка також була удостоєна нагороди Союзу іспанських акторів.
В тому ж 2001 році в комедії режисера Агустіна Діаса Янес «Немає звісток від бога» з Вікторією Абріль та Пенелопою Крус у головних ролях Аная зіграла касирку в супермаркеті. Картина стала 11-кратним номінантом на «Гойю».
Наступна робота Елени — роль Анхели, колишньої подруги одного з головних героїв картини, Марко, якого виконав Даріо Грандінетті, в оскароносній драмі метра іспанського кінематографа Педро Альмодовара «Поговори з нею». Картина хоч і не принесла акторці ніяких призів, але стала одним з ключових моментів в її професійній діяльності, адже участь у фільмі, який багатьма був визнаний найкращою стрічкою десятиліття і найвдалішим творінням Альмодовара, саме по собі величезний успіх.
У наступні кілька років акторку можна було побачити в драмі «Злоба», мелодрамі «Блакитна кімната», комедійному бойовику «Два крутих придурка» і зворушливій короткометражці «Ана і Мануель»

### Зірковий етап
У 2004 році на екрани вийшов містичний бойовик Стівена Соммерса «Ван Гелсинг», що став голлівудським дебютом Елени Аная. В інтернаціональному блокбастері іспанка зіграла Аліро — одну з трьох вампірок, обраних графом Дракулою собі за наречену.
Після цього пішли ролі в кримінальній комедії «Дохла риба», екранізації історичних романів Артуро Переса-Реверте «Капітан Алатрісте» з Вігго Мортенсеном в головній ролі, мелодрамі «У країні жінок», трилері «Крихкість».
У 2006 році Аная була номінована на Барселонську кінопремію в категорії «Найкраща акторка» за фільм «Крихкість», в зйомках якого вона брала участь з Калістою Флокхарт, Річардом Роксбургом та Ясмін Мерфі.
У 2006 році Аная знялася в кліпі на пісню Джастіна Тімберлейка «Sexy Back».

Елена Аная (ліворуч) в фільмі «Кімната в Римі»

У другій половині 2000-х років Елена зіграла кохану Мігеля Сервантеса і Вільяма Шекспіра Леонор в історичній фантазії «Мігель і Вільям», одну з чотирьох подруг-месниць в пародійному бойовику «Сестри по крові», знялася в невеликих ролях у заснованому на реальних подіях фільмі «Дика грація» з Джуліанною Мур у головній ролі, у кримінальній біографічній драмі «Ворог держави № 1» з Венсаном Касселем, що зіграв роль легендарного французького грабіжника Жака Меріна та інших стрічках.

Елена Аная в фільмі «Шкіра, в якій я живу»

Крім того, голосом акторки говорить принцеса Селенія в іспаномовному варіанті озвучення мультфільму «Артур і мініпути».
У 2009 році Елена Аная зіграла головну героїню в детективному трилері Єрро». За роль Марії, молодої жінки, яка втратила у морській подорожі сина, Аная була удостоєна призу Тижня режисерів в категорії «Найкраща акторка» на португальському фестивалі фантастичного кіно Fantasporto і була визнана найкращою виконавицею головної ролі на каталонському МКФ у Сітджесі.
Одна з останніх робіт Елени — головна роль в гучній мелодрамі 2010 року «Кімната в Римі» режисера Хуліо Медема, рімейка картини «У ліжку» чилійського режисера Матіаса Бізе, яка вийшла п'ятьма роками раніше.
У 2011 році вона зіграла роль у фільмі «Шкіра, в якій я живу» іспанського режисера Педро Альмодовара за книгою «Тарантул» Тьєррі Жонке, де напарником Елени був відомий іспанський актор Антоніо Бандерас.
У 2017 Аная з'явилась у ролі дияволічної персонажки — отруїтельки Ізабель Мару (Doctor Poison) у блокбастері про супергероїв Диво-жінка.

### Особисте життя
Акторка живе в Мадриді, любить активний відпочинок, віддаючи перевагу дайвінгу. Має фобію голубів, яких дуже багато проживає на мадридських вулицях.
У листопаді 2016 року було оголошено, що Аная уперше вагітна зі своєю партнеркою, дизайнеркою костюмів Тіною Афугу Кордеро. У лютому 2017 року Аная народила сина.

## Фільмографія
- 1995 — Adiós Naboelk, реж. Мар Сампедро — короткометражка
- 1996 — Африка (África), реж. Альфонсо Унгрія
- 1996 — Сім'я (Familia), реж. Фернандо Леона де Араноа
- 1998 — Grandes ocasiones, реж. Феліпе Вега
- 1998 — Фіністерра, де закінчується світ (Finisterre, donde termina el mundo), реж. Ксав'єр Вілаверде
- 1998 — Чорні сльози (Lágrimas negras), реж. Рікардо Франко, Фернандо Баулус
- 1999 — Стерті сліди (Huellas borradas, Las), реж. Енріке Габріель
- 2000 — Древо кається (El árbol del penitente), реж. Хосе Марія Борель
- 2000 — El invierno de las anjanas, реж. Педро Телечеа
- 2001 — Люсія і секс (Lucía y el sexo), реж. Хуліо Медем
- 2001 — Немає звісток від бога (Sin noticias de Dios), реж. Агустін Діас Янес
- 2002 — Поговори з нею (Hable con ella), реж. Педро Альмодовар
- 2002 — Злоба (Rencor) реж. Мігель Альбаладехо
- 2002 — Голуба кімната (La habitación azul) реж. Вольтер Дойнер
- 2003 — Два крутих придурка (Dos tipos duros), реж. Хуан Мартінес Морено
- 2003 — Ана і Мануель (Ana y Manuel), реж. Мануель Кальво Маргайо — короткометражка
- 2004 — Ван Гелсинг (Van Helsing), реж. Стівен Соммерс
- 2004 — Дохла риба (Dead Fish), реж. Чарлі Стедлер
- 2005 — Крихкість (Frágiles), реж. Жауме Балагуеро
- 2006 — Капітан Алатрісте (Alatriste), реж. Агустін Діас Янес
- 2006 — Stage Kiss (Stage Kiss), реж. Едуардо Каррільо
- 2007 — В країні жінок (In the Land of Women), реж. Джон Кесдан
- 2007 — Міґель та Вільям (Miguel y William), реж. Інес Паріс
- 2007 — Дика грація (Savage Grace), реж. Том Келін
- 2008 — Ворог держави № 1 (L'instinct de mort), реж. Жан-Франсуа Ріше
- 2008 — Сестри по крові (Sólo quiero caminar), реж. Агустін Діас Янес
- 2009 — Дев'ять (9), реж. Кандела Пенья
- 2009 — Йерро (Hierro), реж. Габе Ібаньєс
- 2009 — Час Каїру (Cairo Time) реж. Руба Надда
- 2010 — Кімната в Римі (Habitación en Roma), реж. Хуліо Медем
- 2010 — Три години на втечу (À bout portant), реж. Фред Кавайє
- 2011 — Шкіра, в якій я живу (La piel que habito), реж. Педро Альмодовар
- 2012 — Сини хмар: остання колонія (Hijos de las nubes, la última colonia), реж. Альваро Лонгарія
- 2013 — (Pensé que iba a haber fiesta), реж. Вікторія Галарді
- 2014 — Вони всі мертві (Todos están muertos), реж. Беатріс Санчіс
- 2015 — Хитнувся (Swung), реж. Колін Кеннеді
- 2015 — Пам'ять води (La memoria del agua), реж. Матіас Бізе
- 2015 — Далеко від моря (Lejos del mar), реж. Іманоль Урібе
- 2016 — Афера під прикриттям (The Infiltrator), реж. Бред Фурман
- 2017 — Диво-жінка (Wonder Woman), реж. Петті Дженкінс
- 2017 — Саміт (La cordillera), реж. Сантьяго Мітре
- 2018 — Готемські сирени (Gotham City Sirens), реж. Девід Еєр
- 2020 — Фестиваль Ріфкіна (Rifkin's Festival), Джо Рохас